# Brigitte Asdonk
Brigitte Asdonk (Kamp-Lintfort, Rin del Nord-Westfàlia, Alemanya, 25 d'octubre de 1947) és una activista política alemanya, fundadora i exmilitant de la primera generació de la Fracció de l'Exèrcit Roig (RAF).
Asdonk va créixer en una família d'agricultors catòlics de la Baixa Renània. El 1967 es va graduar de l'escola secundària i va començar a estudiar Sociologia a la Universitat Lliure de Berlín. De 1968 a 1970 va participar al moviment Oposició Extraparlamentària (APO) i a la Federació Socialista Alemanya d'Estudiants (SDS), en accions i protestes contra la Guerra del Vietnam i contra les lleis d'emergència. Al mateix temps, va participar en el comitè d'empresa de Robert Bosch GmbH i hi va crear un grup d'empreses i un grup d'aprenents.
Des de 1968 va pertànyer a l'entorn de Horst Mahler. El juny de 1970 va participar en la fugida de presó d'Andreas Baader, va comprar armes de foc amb anticipació i va conduir el cotxe de la fuita, i es va convertir en membre fundadora de la Fracció de l'Exèrcit Roig (RAF). De juny a agost va participar amb Horst Mahler, Andreas Baader, Gudrun Ensslin, Ulrike Meinhof, Peter Homann i uns altres dotze membres de la RAF en un entrenament militar en un campament de Fatah a Jordània. Fins a l'octubre de 1970 va estar involucrada en diversos robatoris a bancs. Amb documents falsos, va llogar diversos apartaments conspiratius.
El 8 d'octubre de 1970 va ser arrestada juntament amb Horst Mahler, Ingrid Schubert, Monika Berberich i Irene Goergens en un apartament a Knesebeckstrasse, 89, al barri de Charlottenburg de Berlín Occidental. Asdonk va ser sentenciada a dotze anys de presó per atracament de bancs i pertinença a organització criminal. Durant mesos del seu empresonament va ser aïllada de forma total en una cel·la hipotèrmica de búnquer amb l'objectiu d'extreure-li declaracions i evitar el seu contacte amb altres recluses. El 7 de maig de 1982 va ser alliberada de presidi i des de llavors ha participat en l'escena autònoma de Berlín. També ha donat conferències sobre la seva trajectòria militant a la RAF i ha participat en diverses iniciatives antiracistes i internacionalistes.